# Балка Хуторище
Балка Хуторище (інші назви — Яр Граков) — маловодна балка у Кремінському районі Луганської області. Права притока річки Красна (басейн Азовського моря). Довжина становить 9,8 км. Витік балки знаходиться приблизно в 2 км на захід від села Промінь, на висоті близько 170 м над рівнем моря. Загальний напрямок балки — південний захід. Впадає в річку Красна, на східній околиці села Новомикільське, яке раніше було хутором. Має балку-притоку — яр Крутенький.